# Oesfeld (Bütthard)
Oesfeld ist ein Gemeindeteil des Marktes Bütthard im unterfränkischen Landkreis Würzburg in Bayern. Der Ort hat derzeit 116 Einwohner, wovon 111 Einwohner den Hauptwohnsitz und nur fünf Einwohner den Nebenwohnsitz in Oesfeld haben.

## Geographie
Das Pfarrdorf Oesfeld liegt etwa vier Kilometer südwestlich der Hauptgemeinde auf 320 m ü. NN an der Balbach.
Im Süden, Westen und Osten ist die Gemeinde nur jeweils etwa 1,5 Kilometer von der Landesgrenze zu Baden-Württemberg (Main-Tauber-Kreis) entfernt. In der Nähe von Oesfeld liegt der westlichste Punkt des südlichen Landkreises Würzburg und das Dreiländereck von Baden, Bayern und Württemberg.
Nächstgelegene Orte sind der Lauda-Königshofener Gemeindeteil Oberbalbach vier Kilometer südwestlich von Oesfeld, die Igersheimer Gemeindeteile Bowiesen einen Kilometer westlich, Neubronn 2 Kilometer südwestlich, Harthausen 3 Kilometer südlich und Bernsfelden 3,5 Kilometer östlich.
Der Ort ist durch zwei Kreisstraßen (nach Bütthard, Oberbalbach, Neubronn und Bernsfelden) und zwei Ortsverbindungs-straßen (nach Bowiesen und Harthausen) mit den nächstgelegenen Dörfern verbunden. In Bernsfelden und Harthausen besteht Anschluss an die Bundesstraße 19.
In der Ortsmitte von Oesfeld befindet sich die katholische Kirche St. Erhard.

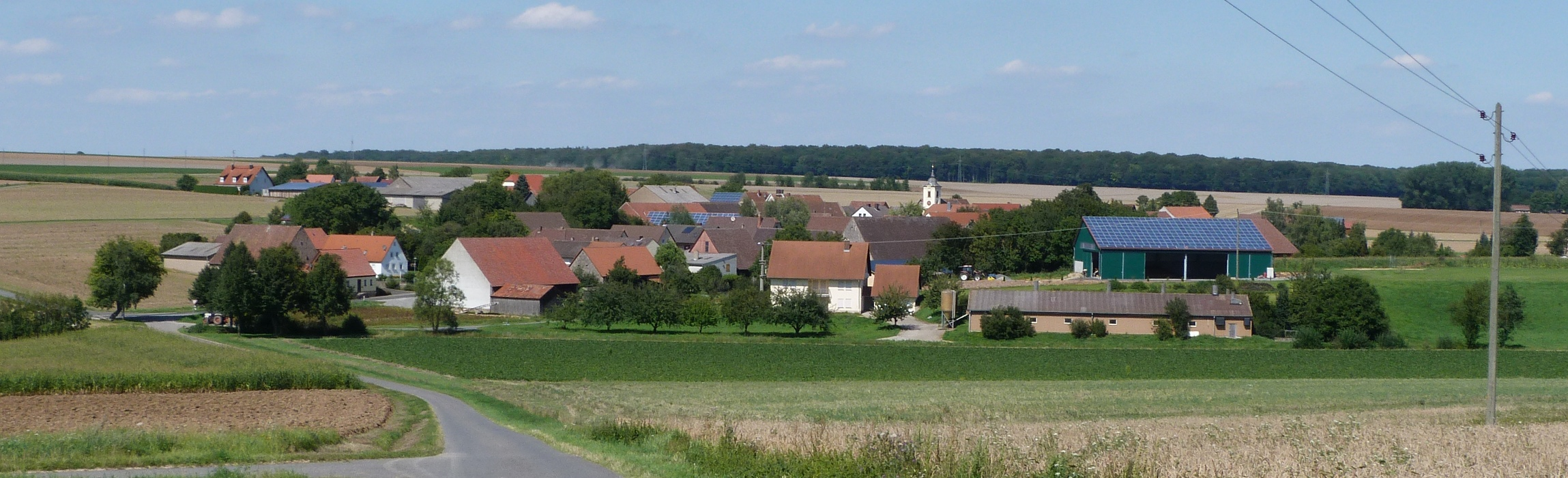
Ortsansicht von Oesfeld, von Süden gesehen
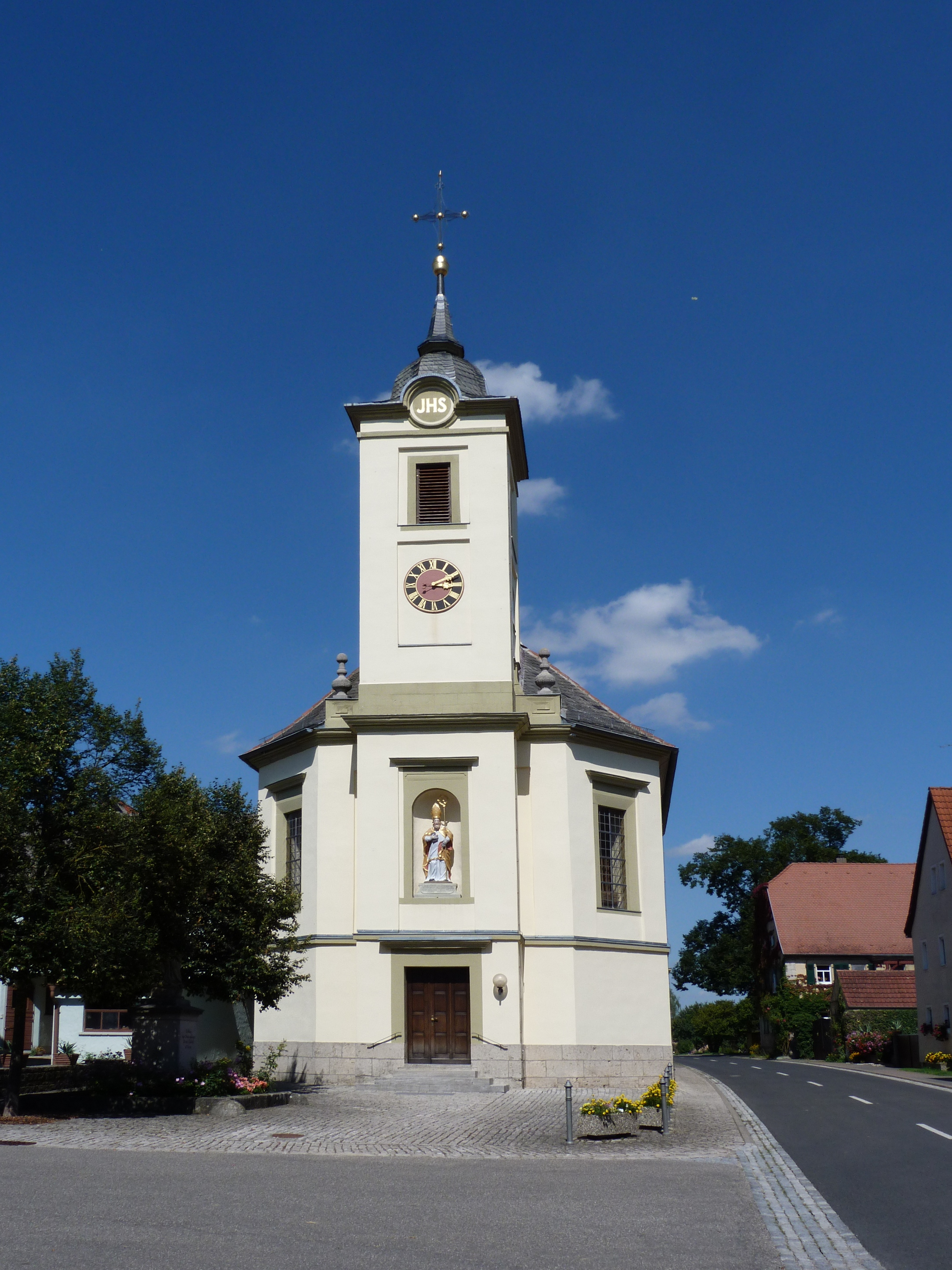
Kirche St. Erhard

## Geschichte
Der Ort wird 1324 erstmalig erwähnt, ist mithin über 700 Jahre alt. Am 18. August 1724 verstarb im benachbarten Wald in Richtung Harthausen der Würzburger Fürstbischof Johann Philipp Franz von Schönborn.
Am 1. Januar 1972 wurde die bis dahin selbständige Gemeinde in den Markt Bütthard eingegliedert.

## Baudenkmäler
- katholische Kirche St. Erhard in der Ortsmitte
- Kapelle „Fürstenbild“ im Wald Richtung Harthausen zu Ehren des ehemaligen Würzburger Fürstbischofs Johann Philipp Franz von Schönborn. (Hier findet alljährlich an Christi Himmelfahrt / Vatertag das „Käpellesfest“ statt.)

## Öffentlicher Personennahverkehr
- Nächstgelegener Bahnhof ist Wittighausen an der Bahnlinie Würzburg-Stuttgart.
- Haltestelle Oesfeld/Ort der Buslinie 42 im Verkehrsverbund Mainfranken (VVM).
- Haltestelle Oesfeld/Ort der Buslinie 949 in der Verkehrsgesellschaft Main-Tauber (VGMT).